# Bryn Gunn
Bryn Gunn (Kettering, 21 agosto 1958) è un ex calciatore inglese, di ruolo difensore.

## Palmarès

### Competizioni nazionali
- Campionato inglese: 1

Nottingham Forest: 1977-1978
- Coppa di Lega inglese: 2

Nottingham Forest: 1977-1978, 1978-1979
- Charity Shield: 1

Nottingham Forest: 1978

### Competizioni internazionali
- Coppa dei Campioni: 2

Nottingham Forest: 1978-1979, 1979-1980
- Supercoppa UEFA: 1

Nottingham Forest: 1979